# トライボロジー
トライボロジー（摩擦学、英: tribology）とは、2つの物体が互いに滑り合うような相対運動を行った場合の相互作用を及ぼしあう接触面、および、それに関連するすべての現象についての科学技術の一分野である。ギリシア語で「摩擦する」を意味するτριβωを語源とし、初期において重要な研究を提示したのが、流体潤滑理論の生みの親、ゾンマーフェルト（ドイツの物理学者）であるが、後に1966年にイギリスでまとめられた、摩擦や摩耗による損害を推定した報告書（ジョスト報告）でこの用語が提唱されたことが契機となり、発展を促した。トライボロジーに関わる人物をトライボロジスト（tribologist）と呼ぶ。

## 概要
技術としてのトライボロジーの基本的な無次元パラメータは、ゾンマーフェルト数S （＝粘度×回転速度／圧力）とPV値（＝圧力×速度）であり、速度以外のパラメータが決定されているとき、前者が流体潤滑が維持できる速度の下限を与え、後者が速度を上げていったときに材料が損傷し始める速度の上限を与える。これらのパラメータで与えられた材料で最適な設計を行う立場と、高Sあるいは高PV値材料開発を目的とする立場の協奏設計関係にあり、主に以下の3つの展開が挙げられる。
1. 摩擦（摩擦係数）の制御
2. 摩擦面における摩耗や表面損傷の防止
3. 摩擦面に起因する騒音や振動などの環境への影響低減

　その他様々な問題も扱われ関連する事柄は非常に多く、材料特性、運動状態、接触状態、雰囲気、潤滑状態などを考慮する必要がある。対象材料も流体潤滑における、気体、水溶性液体、有機分子やガラス材料、固体接触におけるグラファイトなどの自己潤滑材料や金属（その多くは鉄鋼材料）、セラミックス、樹脂材料などが領域となる。特に過酷な条件下にさらされるものに、金型加工や切削加工で、主に鉄鋼材料の一種である工具鋼を加加工材質として、鉄鋼・非鉄金属などの被加工材を造形する塑性加工下のトライボロジーが上げられる。日本刀や刃物、ナイフなどの切れ味も左右する学問として脚光を浴びつつある。
さらに細かく、トライボロジーが扱う対象によって以下のような分類もされる。
ナノトライボロジー（nano-tribology）原子、分子、結晶レベルでの相互作用から摩擦を研究する分野。
スペーストライボロジー(space-tribology)宇宙空間での摩擦摩耗現象や、ロケット、人工衛星、宇宙ステーションなどの潤滑技術を研究する分野。無重力、真空の条件を考慮する必要がある。
バイオトライボロジー(bio-tribology)生体における摩擦・摩耗・潤滑を対象とする分野。人工関節などの開発に必要とされる。
ジオトライボロジー(geo-tribology)地球物理学や土質力学に関連して、地震におけるプレートの滑りや豪雨時の土砂滑りなどを対象とする分野。

## 参考図書
- ジェイテクト編集委員会 編『ベアリングの基本と仕組み』（初版）秀和システム、2011年3月1日。ISBN 9784798028897。
- 日本機械学会 編『機械工学辞典』（2版）丸善、2007年1月20日。ISBN 978-4-88898-083-8。
- 竹内榮一 編『機械技術者のためのトライボロジー』（初版）大河出版、2008年10月1日。ISBN 978-4-88661-815-3。
- 山本雄二、兼田楨宏 編『トライボロジー』（初版）理工学社、2004年10月25日。ISBN 4-8445-2146-2。